# Fluorid cesný
Fluorid cesný je anorganická sloučenina, (halogenid) se vzorcem CsF. Krystaluje ve formě nejtěsnější krychlové (kubické) mřížky (jako NaCl). Používá se v organické syntéze jako zdroj fluoridového aniontu. Cesium je prvek s nejnižší elektronegativitou ze všech neradioaktivních prvků a fluor naopak vykazuje nejvyšší elektronegativitu ze všech prvků celkově.

## Příprava
Fluorid cesný se připravuje neutralizační reakcí hydroxidu cesného s kyselinou fluorovodíkovou:
CsOH + HF → CsF + H2O
Další možností je reakce uhličitanu cesného s kyselinou fluorovodíkovou a následnou rekrystalizací produktu:
Cs2CO3 + 2HF → 2CsF + H2O + CO2
Lze také použít přímé reakce elementárního cesia s plynným fluorem, ale tato cesta je nepraktická vzhledem k vysoké reaktivitě obou složek a tím k obtížné manipulaci s nimi během syntézy i zaručení bezpečnosti vzhledem k bouřlivé reakci obou prvků:
2Cs (s) + F2 (g) → 2CsF (s)

## Využití
- Krystaly CsF jsou propustné pro infračervené záření a používají se proto pro výrobu okének a měřících cel v infračervené spektroskopii.
- Díky prakticky kompletní disociaci obou iontů v roztocích se CsF používá v organické syntéze jako zdroj fluoridového aniontu.
- Stejně jako jiné rozpustné fluoridy je CsF mírně bazický, protože HF je slabá kyselina. Nízká nukleofilita fluoridu znamená, že může být užitečnou bází v organické syntéze, poskytuje například vyšší výtěžky v Knoevenagelově kondenzaci než KF nebo NaCl.[3]
- Díky velmi silné chemické vazbě Si–F je fluoridový ion používán k desilanizační reakci, při které se z organokřemíkových sloučenin odstraní skupina obsahující křemík. Roztok fluoridu cesného v dimethylformamidu zde slouží jako výborný zdroj bezvodého fluoridového iontu.[4]

## Podobné sloučeniny
- Chlorid cesný
- Bromid cesný
- Jodid cesný
- Fluorid lithný
- Fluorid sodný
- Fluorid draselný
- Fluorid rubidný